# Epidot
Epidot là một khoáng vật silicat đảo kép, có công thức hóa học là Ca2Al2(Fe3+;Al)(SiO4)(Si2O7)O(OH).
Epidot là một khoáng vật tạo đá phổ biến. Nó có mặt trong các đá biến chất đá hoa và schist, và cũng là sản phẩm thay thế nhiệt dịch của nhiều khoáng vật khác nhau (fenspat, mica, pyroxen, amphibol, granat, …) cấu tạo nên các đá mácma. Đá chỉ gồm thạch anh và epidot thì được gọi là epidosit.